# Конверсія гена
Конверсія гена (грец. gen(os) — рід, походження, лат. conversio — зміна, перетворення) — нереципрокна гомологічна рекомбінація між двома алелями, заміна послідовності ДНК гомологічною їй послідовністю нуклеотидів.
Процес конверсії гена зазвичай ініціюється формуванням гібридної ДНК між двома частково комплементарними ланцюжками.
Конверсія гена є біологічним процесом, що відіграє важливу роль в еволюції живих організмів та  їх онтогенезі. Крім того, конверсія гена бере участь в гомологічній рекомбінації, вона є проявом іншого фундаментального генетичного процесу — репарації  ДНК. Хоча в основі конверсії лежить механізм — виправлення неспарених (некомплементарних) нуклеодитів у рекомбінаційному гетеродуплексі ДНК, цей механізм може бути задіяний в різноманітних біологічних процесах, часто граючи ключову роль. Конверсія гена відбувається в клітинах бактерій, соматичних та статевих клітинах еукаріот.

## Гомологічна рекомбінація та конверсія генів
У тварин котрі розмножуються статевим шляхом, кожен із батьків вносить рівний генетичний вклад у потомство. В основі цього генетичного закону лежить гомологічна рекомбінація, як  невід*ємна частина процесу розподілення генетичного матеріалу із статевих клітин (яйцеклітин та сперматозоїдів) під час мейозу. Таким чином, коли диплоїдна клітина піддається мейозу з утворенням чотирьох гаплоїдних клітин, рівно половина генетичного матеріалу повинна бути материнською, а інша частина батьківською. У профазі-І мейозу може спостерігатися таке явище, як кросинговер — обмін генетичної інформації між гомологічними хромосомами. Результатом даного процесу є гомологічна мейотична рекомбінація, що дозволяє створювати різноманітні комбінації генів, які в свою чергу -  мати високий рівень спадкової мінливості.  

## Механізм
В еукаріотів конверсія генів є основною формою гомологічної рекомбінації, яка ініціюється дволанцюговими розривами ДНК (double-strand breaks (DSBs). Під час мейозу дволанцюгові розриви створюються ферментом, що нагадує топоізомеразу (SPO11), тоді як під час мітозу вони можуть бути індуковані радіацією, зупинкою «реплікативної вилки» або специфічними ендонуклеазами. (наприклад, специфічна для сайту ендонуклеаза HO при перемиканні типу дріжджів, що спаровується. (MAT) генів; розглянуто в REFS 2,3). Конверсія генів опосередковує перенесення генетичної інформації з неушкоджених гомологічних послідовностей (донорна послідовність) в область, яка містить дволанцюгові розриви (акцепторна послідомність), і це може відбуватися між сестринськими хроматидами, гомологічними хромосомами або гомологічними послідовностями, на одній хроматиді, або на різних хромосомах.

### Модель DSBR
Згідно моделі Szostak et. al.[6] неспарені кінці двониткових розривів вирізаються екзонуклеазами у напрямку 5’-3’, що призводить до утворення двох 3’ хвостів одноланцюгової ДНК. Ці хвости «сканують» геном на наявність гомологічних послідовностей. Один з них проникає в гомологічний ДНК-дуплекс, утворюючи (D)-loop (D- петля), котра розширюється шляхом синтезу ДНК. Подовжена D-петля з'єднується з іншим 3’-кінцем одноланцюгової ДНК, в той час як синтез ДНК на захваченій D-петлі та передуючим за ним лікуванням ніків, призводить до утворення проміжного комплексу з двома структурами Холлідея (Holliday junctions (HJs). Випадкове розщеплення структур Холлідея резольвазами HJ призводить або до конверсії гену або до кросинговеру.

### Модель SDSA
Модель DSBR прогнозує, що генерується рівна кількість результатів кросинговеру та конверсії генів, і не враховує дуже низький відсоток випадків кросенговеру (<8 %) в мітотичній рекомбінації індукованої двонитковими розривами в деяких модельних системах.
Для пояснення таких випадків було запропоновано модель synthesis-dependent strandannealing (SDSA). Після вбудовування та розширення D-петлі, тільки-но синтезований ланцюжок ДНК витісняється з матриці та приєднується до іншого 3’-кінця одноланцюгової ДНК .

### Модель Холлідея
Інший механізм, що призводить до конверсії генів, відомий як подвійна структура Холлідея (8,19 хвороби)[які?]. Своїм результатом даний процес розподіляє характерні особливості SDSA моделі. У ході даного механізму конверсія генів генерується за рахунок злиття двох структур Холлідея з подальним руйнуванням даних структур. У Homo sapiens цьому механізму сприяє узгоджена дія гену BLM, білок BLAP75 та топоізомераза IIIα.